# زاهد محمد
زاهد محمد هو لاعب إسكواش مصري، ولد في 24 يونيو 1992 في الإسكندرية في مصر.

## وصلات خارجية
- زاهد محمد على موقع الاتحاد الدولي لمحترفي الاسكواش (مؤرشف) (الإنجليزية)
- زاهد محمد على موقع SquashInfo.com (الإنجليزية)